# Pariproca spinipennis
Pariproca spinipennis är en skalbaggsart som beskrevs av Stefan von Breuning 1968. Pariproca spinipennis ingår i släktet Pariproca och familjen långhorningar. Inga underarter finns listade i Catalogue of Life.